# Peter Stankovic
Peter Stankovic (* 15. Juli 1962) ist ein ehemaliger deutscher Eishockeyspieler, der in der Bundesliga für den SB Rosenheim und den SC Riessersee spielte.

## Spielerkarriere
Der 1,76 m große Stürmer begann seine Profikarriere in der Saison 1980/81 beim SB Rosenheim, mit dem er 1982 die Deutsche Meisterschaft gewinnen konnte. Nach diesem Erfolg wechselte Stankovic zum Ligakonkurrenten SC Riessersee, für den er bis zum Ende der Spielzeit 1984/85 auf dem Eis stand. Anschließend unterschrieb der Angreifer einen Vertrag beim Zweitligisten BSC Preussen. Über den Augsburger EV gelangte Peter Stankovic zum Heilbronner EC, wo er in der Folgezeit zu einem der Führungsspieler aufstieg. 1991/92 verließ er den HEC und spielte vier Jahre lang für den EHC 80 Nürnberg. Nach deren Einstufung in die neu gegründete DEL im Jahr 1994, verließ der Angreifer die „Ice Tigers“, um fortan für seinen ehemaligen Arbeitgeber aus Heilbronn in der neuen zweitklassigen „1. Liga“ aufzulaufen. Nach der Saison 1996/97 beendete Stankovic seine aktive Karriere, noch heute ist er in sämtlichen Bestenlisten des HEC unter den Top 5 vertreten, beispielsweise in der der absolvierten Spiele oder der erzielten Scorerpunkte.

## Karrierestatistik
(Legende zur Spielerstatistik: Sp oder GP = absolvierte Spiele; T oder G = erzielte Tore; V oder A = erzielte Assists; Pkt oder Pts = erzielte Scorerpunkte; SM oder PIM = erhaltene Strafminuten; +/− = Plus/Minus-Bilanz; PP = erzielte Überzahltore; SH = erzielte Unterzahltore; GW = erzielte Siegtore; 1 Play-downs/Relegation; Kursiv: Statistik nicht vollständig)